# Vladimir Colin
Vladimir Colin (eigentlich Jean Colin; geboren am 1. Mai 1921 in Bukarest; gestorben am 6. Dezember 1991 ebenda) war ein rumänischer Schriftsteller. Er verfasste Lyrik, Essays, Phantastik und Science-Fiction.

## Auszeichnungen
- 1953: Rumänischer Staatspreis für Literatur
- 1972: Preis des rumänischen Schriftstellerverbandes
- 1976: European Science Fiction Society Award für Rumänien
- 1980: European Science Fiction Society Award für den Roman Babel
- 1989: European Science Fiction Society Award für das Lebenswerk

## Werke (Auswahl)
- Basme (1953)
- Poveştile celor trei mincinoşi (1956)
- Zece povești pitice (1957)
- Basmele Omului (1958)
- Legendele țării lui Vam. O mitologie a omului (1961)
- Povestea scrisului (1966)
- A zecea lume (1964)
- Pentagrama (1967)
- Un pește invizibil și douăzeci de povestiri fantastice (1970)
- Capcanele timpului (1972)
- Dinții lui Cronos (1975)
- Grifonul lui Ulise (1976)
- Babel (1978)
- Timp cu călăreț și corb (1979,)
- Imposibila oază, povestiri fantastice (1984)
- Xele, motanul din stele (1984)

Übersetzte Kurzgeschichten
- Broasca (1964)
  - Deutsch: Der Kontakt. In: Darko Suvin (Hrsg.): Andere Welten, andere Meere. Goldmann, 1972, ISBN 3-442-30258-7.
- Fotograful invizibilului (1966)
  - Deutsch: Der Fotograf des Unsichtbaren. In: Wolfgang Jeschke (Hrsg.): An der Grenze. Heyne SF&F #4610, 1989, ISBN 3-453-03475-9.
- Giovanna și îngerul (1966)
  - Deutsch: Giovanna und der Engel. In: Mircea Opriță, Herbert W. Franke (Hrsg.): SF aus Rumänien. Goldmann Science Fiction #23424, 1983, ISBN 3-442-23424-7.
- Lnaga (1966)
  - Deutsch: Lnaga. In: Der redende Goldstaub. Volk und Welt, 1984.
- Ultimul avatar al lui Tristan (1966)
  - Deutsch: Die letzte Verwandlung des Tristan. Übersetzt von Marie-Thérèse Kerschbaumer. In: Franz Rottensteiner (Hrsg.): Die Ratte im Labyrinth. Insel (Phantastische Wirklichkeit: Science Fiction der Welt), 1971. Neuausgabe: Suhrkamp (Phantastische Bibliothek #100), 1983, ISBN 3-518-37454-0.
- În cerc, tot mai aproape (1972)
  - Deutsch: Der Spalt im Kreis Übersetzt von Marie-Thérèse Kerschbaumer. In: Franz Rottensteiner (Hrsg.): Wie der Teufel den Professor holte (Science-Fiction Erzählungen aus Polaris 1). Suhrkamp (Phantastische Bibliothek #37), 1979, ISBN 3-518-37129-0.
  - Deutsch: Im Kreis, immer näher. In: Mircea Opriță, Herbert W. Franke (Hrsg.): SF aus Rumänien. Goldmann Science Fiction #23424, 1983, ISBN 3-442-23424-7.
- Sub alte stele (1972)
  - Deutsch: Unter anderen Sternen. In: Mircea Opriță, Herbert W. Franke (Hrsg.): SF aus Rumänien. Goldmann Science Fiction #23424, 1983, ISBN 3-442-23424-7.
- Functionara timpului (1972)
  - Deutsch: Die Zeitfunktionärin Übersetzt von Marie-Thérèse Kerschbaumer. In: Franz Rottensteiner (Hrsg.): Wie der Teufel den Professor holte (Science-Fiction Erzählungen aus Polaris 1). Suhrkamp (Phantastische Bibliothek #37), 1979, ISBN 3-518-37129-0.
- Nostalgicii (1984)
  - Deutsch: Die Nostalgiker. Übersetzt von Veronika Riedel. In: Franz Rottensteiner (Hrsg.): Der Eingang ins Paradies und andere phantastische Erzählungen. Suhrkamp (Phantastische Bibliothek #219), 1988, ISBN 3-518-38066-4.